# Алексеев, Харлампий Иванович
Харлампий Иванович Алексеев (1812—1881) — генерал-лейтенант корпуса флотских штурманов, гидрограф.

## Биография
Родился в Санкт-Петербурге 9 (21) февраля 1812 года.
Образование получал с 1823 года в Штурманском училище, переименованном в 1827 году в Первый штурманский полуэкипаж. В 1827 году был в практическом плавании на Средиземноморской эскадре и принял участие в Наваринском сражении, а затем в 1828—1829 годах плавал по Чёрному морю и неоднократно был в сражениях с турками. Был выпущен из полуэкипажа в 1830 году с чином прапорщика корпуса флотских штурманов.
В 1830-х годах в качестве штурманского офицера плавал на фрегате «Константин» и линейном корабле «Иезекиль». В 1847 году произведён в штабс-капитаны и в 1848 году, получив чин капитана, был назначен инспектором штурманов Охотской флотилии, с 1850 по 1852 год, в чине подполковника, был заведующим Охотским портом.
С 1854 года Алексеев служил в Гидрографическом департаменте Морского министерства, 26 ноября 1855 года за беспорочную выслугу 25 лет в офицерских чинах был награждён орденом Св. Георгия 4-й степени (№ 9757 по кавалерскому списку Григоровича — Степанова).
С 1857 года Алексеев служил на Каспийской флотилии заведующим лоцманской и маячной частью, в 1858 году произведён в полковники. В 1860 году назначен начальником Астраханской гидрографической частью и директором маяков и лоций Каспийского моря. В 1863 году награждён орденом Св. Станислава 2-й степени с императорской короной. В 1866 году награждён орденом Св. Владимира 4-й степени и через два годы произведён в генерал-майоры Корпуса флотских штурманов. В 1868 году назначен состоять по резервному флоту.
В отставку вышел 5 февраля 1873 года с производством в генерал-лейтенанты. Скончался 24 июля (5 августа) 1881 года.

## Память
- Именем Алексеева названа банка в Японском море.
- В его честь была названа бухта (бухта Алексеева, Японское море, Залив Петра Великого, остров Попова; нанесена на карту экипажами русских кораблей в 1860—1862 гг.; название присвоено в начале 1880-х годов)[2].